# 界牌镇 (威远县)
界牌镇，是中华人民共和国四川省内江市威远县下辖的一个乡镇级行政单位。

## 行政区划
界牌镇下辖以下地区：
街村社区、花荷村、南强村、中坝村、漫水村、田坝村、市郊村、柏杨村、响锣村、夏家村、林山村、丰胜村、贾山村、四合村、桥函村和花园村。